# Майдан-Сьостшитовський
Майдан-Сьостшитовський (пол. Majdan Siostrzytowski) — село в Польщі, у гміні Травники Свідницького повіту Люблінського воєводства.
У 1975-1998 роках село належало до Люблінського воєводства.